# Qýanysh Voleıbol Klýby
Il Qýanysh Voleıbol Klýby è una società pallavolistica femminile kazaka con sede a Petropavl: milita nel campionato di Ulttyk liga.

## Storia
Il Qýanysh Voleıbol Klýby viene fondato nel 2012 e nella stagione 2012-13 debutta nella serie cadetta del campionato kazako: nella stagione successiva vince il campionato ottenendo la promozione in Ulttyk liga, dove esordisce nell'annata 2014-15.
Nella stagione 2021-22 partecipa al campionato asiatico per club: vince la competizione battendo in finale l'Altay e ottenendo la qualificazione al campionato mondiale per club, manifestazione poi chiusa all'ultimo posto.

## Rosa 2022-2023
| N° | Nome                   | Ruolo | Data di nascita  | Nazionalità sportiva |
| -- | ---------------------- | ----- | ---------------- | -------------------- |
| 1  | Lora Kitipova          | P     | 19 maggio 1991   | Bulgaria             |
| 2  | Sabira Bekisheva       | L     | 21 febbraio 1998 | Kazakistan           |
| 3  | Alena Kolotygina       | O     | 20 marzo 1996    | Kazakistan           |
| 4  | Ekaterina Mikhailova   | S     | 4 maggio 1998    | Kazakistan           |
| 5  | Botagoz Yessimkhan     | P     | 16 maggio 1997   | Kazakistan           |
| 7  | Tatyana Aldoshina      | O     | 23 aprile 1998   | Ucraina              |
| 9  | Olessya Feldbush       | C     | 17 gennaio 2003  | Kazakistan           |
| 10 | Yuliya Borovkova       | C     | -                | Kazakistan           |
| 12 | Maëva Orle             | S     | 8 maggio 1991    | Francia              |
| 17 | Margarita Belchenko    | S     | 21 marzo 1999    | Kazakistan           |
| 18 | Anastassiya Kolomoyets | C     | 18 aprile 1991   | Kazakistan           |
| 20 | Kristina Shvidkaya     | L     | 3 gennaio 2002   | Kazakistan           |
| 27 | Natalya Smirnova       | C     | 29 dicembre 1999 | Kazakistan           |

## Palmarès
- Campionato asiatico per club: 1

2022